# Horváth Sisa Anna
Horváth Sisa Anna (névváltozat: Horváth Anna; Budapest, 1990. szeptember 29. –) magyar színésznő.

## Életútja
Apja geodéta. Színi tanulmányait Földessy Margit Színjáték- és Drámastúdiójában kezdte, majd középiskolai évei alatt is folyamatosan szerepelt a budapesti Közgazdasági Politechnikumban. Maturálását követően felvételt nyert a Kaposvári Egyetem színművész szakára, ahol 2015-ben végzett. Játszott a Nyitott Műhelyben, emellett a ConnActions Interaktív színház egyik csoportvezetője. Az országos ismertséget az RTL II Oltári csajok című sorozata hozta meg számára. 2019-ben az RTL Klubon futó Drága örökösök sorozat medikusának (Szappanos Kata) szerepében látható.
2021-től a Pesti Magyar Színház tagja.

### Magánélete
Gyermekkorától sportolt (műugró), jelenleg lovagol. Férje Jaskó Bálint színművész (2019-).

## Fontosabb színházi szerepei
- Auschwitz működik (2012)[11]
- Törésvonalak (2016)[12]

## Filmográfia
| Év        | Cím                            | Szerep             | Megjegyzés | Csatorna |
| --------- | ------------------------------ | ------------------ | ---------- | -------- |
| 2017–2018 | Oltári csajok                  | Erdész Angéla      | Főszereplő |          |
| 2019–2020 | Drága örökösök                 | Dr. Szappanos Kata | Főszereplő |          |
| 2022–2024 | Drága örökösök – A visszatérés | Dr. Szappanos Kata | Főszereplő |          |

## Televíziós szereplések
| Év   | Cím               | Szerep    | Megjegyzés   | Csatorna |
| ---- | ----------------- | --------- | ------------ | -------- |
| 2020 | A Konyhafőnök VIP | versenyző | 3. helyezett |          |
| 2021 | Észbontók         | versenyző |              |          |
| 2022 | Ide süss!         | versenyző |              |          |

## Díjai
- Főnix közönségdíj (2023)[13]